# Хауард Гобиоф
Хауард Гобиоф (енгл. Howard Gobioff; 1971–2008) био је информатичар и плесач. Дипломирао је рачунарску науку и математику на Универзитету Мериленд, Колеџ Парк. На Универзитету Карнеги Мелон радио је на пројекту умрежених сигурних дискова, пре доктората на пољу информатике. Умро је изненада од лимфома у 36. години живота.

## Каријера
Године 1999. Гобиоф почиње да ради за Гугл, који је у то време био мала фирма у зачетку, за коју је радило само 40 људи. Као софтверски инжењер, радио је на систему за оглашавање, те на систему за претраживање и индексирање. У 2004. као Гуглов технички директор, покренуо је и водио њихов центар за истраживање и развој у Токију.

## Патенти у САД
Гобиоф је регистрован као супроналазач за 11 патената у САД за време живота и после смрти.
- САД патент 7065618 - Гемават, Гобиоф, & Леунг (2006). Лисинг шема за операције које мењају податке.
- САД патент 7107419 - Гемават, Гобиоф, Леунг, & Десјардинс (2006). Системи и методе за извршавање операција постављања записа.
- САД патент 7222119 - Гемават, Гобиоф, & Леунг (2007). Шема за закључавање именских простора.
- САД патент 7739233 - Гемават, Гобиоф, & Леунг (2010). Системи и методе за реплицирање података.
- САД патент 7827214 - Гемават, Гобиоф, & Леунг (2010). Одржавање података у систему датотека.
- САД патент 7865536 - Гемават, Гобиоф, & Леунг (2011). Системи и методе за скупљање отпада.
- САД патент 8042112 - Жу, Ибел, Ачарија, & Гобиоф (2011). Управљачки програм скупљача података за претраживач.
- САД патент 8065268 - Гемават, Гобиоф, & Леунг (2011). Системи и методе за реплицирање података.
- САД патент 8504518 - Гемават, Гобиоф, & Леунг (2013). Системи и методе за реплицирање података.
- САД патент 8707312 - Жу, Ибел, Ачарија, & Гобиоф (2014). Поновно коришћење документата у скупљачу података за претраживач.
- САД патент 8707313 - Жу, Ибел, Ачарија, & Гобиоф (2014). Управљачки програм скупљача података за претраживач.